# Wyulda squamicaudata
O Wyulda squamicaudata, também chamado de cusu-cinzento-de-cauda-escamosa, é um marsupial raro da família Phalangeridae, encontrado no noroeste da Austrália, especificamente nas regiões de Kimberley, na Austrália Ocidental.

## Características Físicas
- Tamanho: É um marsupial de porte médio, com um comprimento corporal de cerca de 30-40 cm, e uma cauda que pode medir até 40 cm.
- Pelagem: Tem uma pelagem densa e macia de cor cinza-amarelada.
- Cauda escamosa: A característica mais distintiva é a sua cauda escamosa, que tem escamas grandes e é desprovida de pelos na parte inferior. Essa cauda serve como uma ferramenta de agarrar, permitindo que o animal se mova habilmente entre as árvores.

## Comportamento e Hábitos
- Hábitat: Vive principalmente em áreas de floresta tropical, onde usa sua habilidade de escalada para se locomover nas árvores. Pode ser encontrado em terrenos rochosos e florestas densas.
- Dieta: Alimenta-se de folhas, flores e frutas, sendo considerado herbívoro. É noturno, o que significa que é mais ativo à noite, quando sai para forragear.
- Comportamento: É um animal solitário e muito reservado. Devido ao seu comportamento noturno e ao seu habitat difícil de acessar, é pouco avistado na natureza.